# Allophlebia hemizancla
Allophlebia hemizancla är en fjärilsart som beskrevs av Antonius Johannes Theodorus Janse 1960. Allophlebia hemizancla ingår i släktet Allophlebia och familjen stävmalar. Inga underarter finns listade i Catalogue of Life.